# Альмерия (аэропорт)
Аэропорт Альмери́и (исп. Aeropuerto de Almería) — международный аэропорт в андалусской провинции Альмерия в Испании. Расположен в 10 км от города Альмерия. По пассажиропотоку, составляющему 1,02 млн человек, аэропорт Альмерии занимает в Андалусии пятое место после аэропортов Малаги, Севильи, Гранады и Хереса. Большинство туристов, направляющихся на Коста-дель-Соль, прибывают в аэропорты Малаги и Аликанте. С городом аэропорт связывает автобусная линия.